# За тех, кто в море (песня)
«За тех, кто в мо́ре» — песня советской и российской рок-группы «Машина времени», сочинённая в 1980 году Александром Кутиковым и Андреем Макаревичем на стихи последнего. Одна из наиболее популярных песен группы, по мотивам которой создавались многочисленные пародии и перепевки. В 1981 году была записана для звуковой дорожки художественного фильма Александра Стефановича «Душа» в исполнении популярной эстрадной певицы Софии Ротару. Выход в эфир новогоднего «Голубого огонька» 1 января 1982 года с телеверсией этого исполнения способствовал росту популярности песни и самой «Машины времени». Общеизвестны две студийные версии, неоднократно издававшиеся на синглах и в сборных альбомах в период с 1982 по 1993 годы. Радиостанцией «Наше радио» включена в рейтинги «100 лучших песен русского рока в XX веке» и «500 лучших песен „Нашего радио». Входит в концертный репертуар группы с начала 1980-х годов до настоящего времени.

## Создание
В 1980 году «Машина времени» получила статус музыкального ансамбля при Государственном концертно-гастрольном объединении РСФСР «Росконцерт», перед этим состав группы почти полностью обновился: вместе с Андреем Макаревичем теперь играли Александр Кутиков, Пётр Подгородецкий и Валерий Ефремов. В мае 1980 года были запланированы концертные выступления «Машины времени» в Ташкенте в течение нескольких дней по два концерта в день. Песня «За тех, кто в море» была написана во время этих гастролей, в одну из ночей, когда музыканты находились в гостинице. После ужина, в ходе которого, со слов Александра Кутикова, «было много выпито водки», Макаревич сидел в своём номере у открытого окна. В номерах было жарко даже в вечернее время, вспоминал позже Макаревич, поскольку гостиница не была оборудована кондиционерами. Он придумал фразу «Я пью до дна за тех, кто в море», которая была навеяна строфой «Come on, let's twist again like we did last summer» из песни Let’s Twist Again 1961 года американского певца Чабби Чекера. Несмотря на то, что это был «крюк очень хороший по музыке», по оценке самого автора, больше он ничего придумать не смог. Однако, по воспоминаниям Кутикова, Макаревич тогда сочинил неполный текст припева и одного куплета, и только после этого позвал его к себе в номер, чтобы завершить песню. Дальнейший ход событий Кутиков, «захвативший с собой» бутылку, описывал следующим образом: «Минут пятнадцать там посидели, покрутили — придумали запев. Так спели — вроде, звучит. Налили. Выпили. Сыграли ещё раз. Звучит! Прошло ещё минут пятнадцать-двадцать, и мы придумали припев. Так спели припев — вроде, звучит. Налили водки, выпили, сыграли. Звучит! <...> Потом сыграли от начала до конца, поняли, что всё звучит». Работу над песней закончили к шести часам утра местного времени, спели её «в открытое окно» и отправились спать. Как позже говорил Макаревич, музыкальная тема «За тех, кто в море» в результате вышла «битловской» и одновременно биг-битовой.
«В русской литературе всегда существовали ёмкие образы предельного взлёта человеческого духа. Их символом стало море. В этом смысле тост Макаревича „За тех, кто в море“ может означать: за духовно богатых людей, тех, кто стремится к идеалу».
Давая оценку событиям, связанным с сочинением песни, по прошествии времени, Кутиков заметил, что город Ташкент, как и сама песня «За тех, кто в море», имели «весьма и весьма отдалённое» отношение к морю. По признанию Макаревича, строка «Я пью до дна за тех, кто в море» являлась словосочетанием «не из его лексикона». Тем не менее, то обстоятельство, что именно эта строка тогда была найдена, убедило его в том, что «песня готова», и что она станет хитом. Фраза, вынесенная в заглавие композиции, — «За тех, кто в море» — в повседневном обиходе использовалась как «формула тоста», шутливый «призыв помнить друзей, находящихся далеко, в сложных обстоятельствах, выполняющих некое важное дело». Это выражение получило распространение и популярность после постановки одноимённой пьесы советского драматурга Бориса Лавренёва в 1945 году.

## Запись и выступления
«Мы весело и азартно делали эту картину. Придумали и сняли музыкальные клипы, что тогда никому в голову не приходило. Песню „За тех, кто в море“ мы подали как полёт. Исполнители, одетые в золотые костюмы, с помощью батута всё время взлетали вверх. Получилось очень эффектно».
В 1981 году «Машине времени» поступило предложение об участии в съёмках и записи песен для звуковой дорожки художественного фильма «Душа» режиссёра Александра Стефановича. Было отобрано шесть композиций группы, сочинённых в период 1979—1981 годов, в том числе и новая на тот момент песня «За тех, кто в море». Запись производили в начале лета 1981 года на киностудии «Мосфильм» в двух вариантах: непосредственно для звуковой дорожки «Души» и версию не для фильма. Основную вокальную партию в первом варианте записала популярная советская эстрадная певица София Ротару — одновременно исполнительница главной роли в фильме. Для второго варианта песни был записан вокал самих авторов — Андрея Макаревича и Александра Кутикова. Звукорежиссёром обоих вариантов выступил композитор Виктор Бабушкин, с которым Кутиков сотрудничал с 1980 года, перенимая профессиональный опыт в звукорежиссуре. По утверждению Кутикова, в процессе работы над фонограммой «За тех, кто в море» для звуковой дорожки «Души» Бабушкин доверил ему произвести сведение песни.
В конце 1981 года главной редакцией музыкальных программ Центрального телевидения СССР было принято решение записать телеверсию исполнения Софией Ротару песни «За тех, кто в море» как отдельный номер для популярной телепередачи — новогоднего «Голубого огонька» 1982 года. На съёмки была приглашена и группа «Машина времени» в полном составе — как аккомпанирующий Ротару ансамбль. По воспоминаниям Макаревича, музыканты приехали сниматься, «как обычно — в майках и рваных джинсах», однако в таком виде к съёмкам в новогодней программе их не допустили. В гримёрной телестудии, в которой «чего только не было: костюмы мушкетёров, пиратов», в последний момент им подобрали фраки, которые Макаревич позже охарактеризовал как «чудовищные». С его слов, в процессе подбора костюмов стало очевидно, что «снимать в основном будут Ротару», поэтому «было уже наплевать, что надевать». Участников «Машины времени» на видеозаписи в итоге практически не было видно — «они фигурировали на заднем плане», выступая, как говорилось в то время в рок-сообществе, на «подпевках у Ротару». Между тем годом ранее, в новогоднем «Голубом огоньке» 1981 года, в записи которого «Машина времени» принимала участие тогда впервые, музыкантам разрешили представить песню «Скачки» как собственно музыкальный номер самой группы. По утверждению музыкального журналиста и сценариста радиопрограммы «Летопись» Антона Чернина, во время съёмок телеверсии «За тех, кто в море» участники группы «старались не расхохотаться в камеру». В частности, «веселился» клавишник Пётр Подгородецкий, имитировавший в кадре игру на рояле, партия которого отсутствовала в том варианте песни.
С момента записи в 1981 году «За тех, кто в море» в исполнении Софии Ротару официально не издавалась. Фонограмма песни с вокалом Макаревича и Кутикова, наоборот, выпускалась Всесоюзной студией грамзаписи «Мелодия» неоднократно. Так, в 1982 году она была издана на гибкой пластинке «Ансамбль „Машина времени» и на сборном сингле «Песни из кинофильма „Душа», в 1983 году — в составе сборной долгоиграющей пластинки «Парад ансамблей I», наконец, в 1986 году — на первой долгоиграющей пластинке «Машины времени» «В добрый час». Спустя двенадцать лет после производства первой студийной записи, в 1993 году, группа записала ещё одну студийную версию песни для альбома «Лучшие песни «Машины времени» 1979—1985».
«За тех, кто в море» была включена в концертный репертуар «Машины времени» в июне 1981 года. В период c 1983 по 1988 годы она исполнялась в составе отдельного концертного попурри, включавшего наиболее популярные в то время композиции группы. После начала «антиалкогольной кампании» 1985 года органами цензуры предпринимались попытки исключить «За тех, кто в море» из перечня песен, разрешённых к публичному исполнению. Во время одного из концертов этого периода, состоявшегося в Ленинграде, вместо фразы «Я пью до дна за тех, кто в море», музыканты пропели «Я ем до дна того, кто в море». По воспоминаниям Кутикова, зал воспринял эту замену как «ещё более актуальную», чем тот смысл, который был заложен в текст песни на самом деле. Чиновники Ленинградского горкома КПСС «за это похвалили, но юмора не оценили — с едой в стране тоже были проблемы». Начиная с выступления в честь двадцатипятилетия «Машины времени» в 1994 году, песня «За тех, кто в море» исполнялась на всех концертах, посвящённых окончанию очередной пятилетки в истории группы.

## Издания
| Период записи  | Место записи           | Участники записи | Издание |
| -------------- | ---------------------- | --- | --- |
| 1981, май—июнь | «Мосфильм»             | Первый вариант: Вокал: София Ротару «Машина времени»: Андрей Макаревич (гитара, бэк-вокал), Александр Кутиков (бас-гитара, бэк-вокал), Валерий Ефремов (ударные) Звукорежиссёры: Виктор Бабушкин, Александр Кутиков | Не издана |
| 1981, май—июнь | «Мосфильм»             | Второй вариант: «Машина времени»: Андрей Макаревич (гитара, вокал), Александр Кутиков (бас-гитара, бэк-вокал), Пётр Подгородецкий (клавишные), Валерий Ефремов (ударные) Звукорежиссёр: Виктор Бабушкин             | • «Ансамбль „Машина времени» («Мелодия», 1982), • «Песни из кинофильма „Душа» (сборник с ВИА «Самоцветы», «Мелодия», 1982), • «Парад ансамблей I» («Мелодия», 1983), • «В добрый час» («Мелодия», 1986) |
| 1993           | «Петростудио» (Москва) | «Машина времени»: Андрей Макаревич (вокал, гитара), Александр Кутиков (бас-гитара, бэк-вокал), Пётр Подгородецкий (клавишные), Валерий Ефремов (ударные) Звукорежиссёр: Александр Кутиков                           | • «Лучшие песни «Машины времени» 1979—1985» («Sintez records», 1993), • «50» (ремастеринговая версия) («Sintez records», 2019)                                                                          |

## Критика
С момента выхода фильма «Душа» на экраны в 1982 году песня «За тех, кто в море» подвергалась критике неоднократно. Так, музыкальный журналист Артемий Троицкий отмечал, что репертуар «Машины времени» 1980—1982 годов — в период «тотального триумфа» коллектива — «дал коммерческий крен», а «За тех, кто в море», сочинённую в этот период, причислял к числу «танцевально-ресторанных хитов». Писатель Михаил Марголис обращал внимание, что после «Души» многим поклонникам показалось, что музыканты «куда-то совсем в эстрадное болото заехали. „За тех, кто в море“ запели...». По словам Марголиса, группу критиковали за то, что в её творчестве «всё элементарно», успех «Машины времени» объясняли «простым везением», песню «За тех, кто в море» ставили в ряд с композицией «В добрый час», утверждая, что после их появления в репертуаре группы наступил «совсем караул».
Исследователь Ю. Доманский включил «За тех, кто в море» в число тех песен из фильма «Душа», которые на музыкальном и текстовом уровнях в большей степени могли быть отнесены к эстраде и в меньшей степени — к рок-музыке. Поэтому в исполнении эстрадной певицы Ротару эта песня звучала вполне органично, а в исполнении «Машины времени» — воспринималась рок-сообществом как «знак компромисса» группы и официальной эстрады. Выпущенные на пластинке «Ансамбль „Машина времени» песни «За тех, кто в море» и «Путь» относились к «советскому» разделу творчества группы, — как писал Доманский, они были не самыми лучшими с точки зрения представления о группе, которое могло сложиться при прослушивании пластинки. Впрочем, общее количество изданных песен «Машины времени» к тому времени оставалось незначительным.
Журналист и писатель Ф. Раззаков отмечал в тексте «За тех, кто в море» очевидный социальный подтекст. Так, «с помощью» бури, образ которой возникает во втором куплете, должен быть сметён политический «застой». Схожая семантика уже возникала в ранних песнях группы, например — в «Полном штиле». Однако исполнение Ротару лишало «За тех, кто в море» социального подтекста и превращало «в обыкновенную эстрадную вещицу — задорную и приятную», по причине чего её текст, как предполагал Раззаков, и был утверждён на «Мосфильме» без существенных правок. Журналист О. Кушанашвили говорил о сходстве песни с итальянской эстрадой, в частности — с творчеством Доменико Модуньо.

## Признание
Выход в эфир новогоднего «Голубого огонька» c музыкальным номером «За тех, кто в море» 1 января 1982 года способствовал росту известности и популярности песни и самой группы. Этот телеэфир, а также последующие выпуски пластинки «Ансамбль „Машина времени» сразу несколькими заводами «Мелодии», по некоторым оценкам, обеспечили композиции «самую большую раскрутку» из всех, записанных для фильма «Душа». Как писал журналист О. Гальченко, отсутствие возможности приобрести эту пластинку в то время у поклонников творчества «Машины времени» вызывало зависть перед теми, у кого она была. По итогам января 1982 года — месяца телепремьеры новогоднего «Голубого огонька» — «За тех, кто в море» в исполнении Софии Ротару заняла вторую строчку в хит-параде «Звуковая дорожка» газеты «Московский комсомолец», по итогам февраля этого же года — первую. Несколько лет спустя, в 1999 году радиостанция «Наше радио» включила «За тех, кто в море» в перечень «100 лучших песен русского рока в XX веке», а в 2004 году — в список «500 лучших песен „Нашего радио».
Музыкальный журналист Евгений Дололев относил «За тех, кто в море» к числу композиций, созданных в период «творческого прорыва» в истории «Машины времени», который был связан с формированием нового состава группы в 1979 году. Додолев назвал эту песню одним из самых популярных хитов «Машины времени», обратив внимание на количество пародий и перепевок, которые она претерпела. Молодёжь «распевала» эту песню в разных вариантах: от «Я пью одна, а муж мой в море, и пусть его смоет волна» до «И каждый пятый, и каждый пятый, как правило, был без рубля». Пётр Подгородецкий утверждал, что на музыку «За тех, кто в море» придумывались «народные» варианты текста, затрагивавшие специфику деятельности представителей разных профессий: пожарные «свой текст придумывали, спасатели — свой, медики о себе пели...». В беседе с Додолевым Андрей Макаревич рассказывал, что его собственной любимой пародией является номер команды КВН Харьковского авиационного института: «Я пью до дна, курю до фильтра». В интервью радиостанции «Эхо Москвы» Александр Кутиков упомянул об известной ему пародии на песню: «Я пью до дна за тех, кто в морге. За тех, кого любит земля, за тех, кому повезло».
Издание «Лента.Ру» охарактеризовало «За тех, кто в море» как народную песню. Журнал «Теленеделя» в 2016 году признавал, что без неё «и сегодня не обходятся дружеские посиделки». Евгений Додолев рассказывал об особой популярности песни у «дальневосточных рыбаков», подаривших Макаревичу пингвина во время гастролей. По воспоминаниям звукорежиссёра «Машины времени» Максима Капитановского, в начале 1990-х годов на набережной города Сочи музыкантов «окружили» моряки — признавшись, что на крейсере, на котором проходила их служба, творчество «Машины времени» «ох как любят», они «строем с песней „Я пью до дна за тех, кто в море“ удалились». Вспоминая выступление группы на фестивале «Сотворение мира» в Казани в 2008 году, Михаил Марголис замечал, что публика «слаженно распевала» весь «канонический» репертуар группы, а во время исполнения «За тех, кто в море» тысячи людей «кричали, что пьют „до дна за тех, кто в море» прямо ему в лицо. Певец Александр Градский относил «За тех, кто в море», вместе с «Поворотом», к числу композиций, которые «весь зал поёт». На концерте, посвящённом сорокалетию группы, в декабре 2009 года музыкант Сергей Шнуров благодарил «Машину времени» за эту песню, утверждая, что именно после неё он «начал пить». Журналист Илья Легостаев проводил параллели от песни «За тех, кто в море» к творчеству группы конца 2010-х годов: композицию «Все корабли сегодня вернутся домой», записанную «Машиной времени» в 2018 году, он назвал «новой „За тех, кто в море».

## Кавер-версии и варианты исполнения
В 2006 году группа Billy’s Band подготовила и записала кавер-версию на песню «За тех, кто в море», выпущенную годом позже в альбоме «Чужие», а в 2009 году — включённую в состав альбома-трибьюта «Машинопись». Записи песни предшествовало её исполнение во время выступления на выставке оборудования для дайвинга в московском Манеже. Со слов лидера Billy’s Band Билли Новика, поначалу обсуждалась возможность исполнить одну из собственных композиций коллектива, которые все «могут быть про море, смотря как их представить». В результате выступление группы с песней «За тех, кто в море» очень понравилось Андрею Макаревичу, который присутствовал на мероприятии. Кавер-версия, вышедшая в альбоме «Машинопись», критикой была оценена как песня в стилистике Billy’s Band: «у них на выходе получается всегда одно и то же». Журналист Юрий Сапрыкин назвал эту версию «монологом человека, чей пароход давно уже уплыл». В 2008 году «За тех, кто в море» в исполнении Billy’s Band была включена в звуковую дорожку художественного фильма Дмитрия Дьяченко «День радио».
Группа «Город 312» также подготовила свой вариант песни для альбома «Машинопись». Музыкальный журналист Вадим Пономарёв обращал внимание, что при подготовке трибьюта в 2009 году Макаревич дал согласие на осуществление этой записи, и «стыдиться ему не за что». «Не обошлось без мелких технических лаж, но задор и настрой песни «Город 312» передать сумел».
В разное время участники «Машины времени» записывали и исполняли собственные варианты «За тех, кто в море» со сторонними музыкантами. Так, в 2000 году Андрей Макаревич записал версию песни с музыкантами группы «Квартал» для альбома «Время напрокат». По оценке лидера группы Артура Пилявина, этот вариант сильно отличался от версий «Машины времени»: «Шумовая такая штука получилась. <...> И этот образ моря реальный, героизм и романтика первооткрывателей». Критика увидела в версии «За тех, кто в море» от «Квартала» «слегонца U2-шный „джаз“, здесь уже точно — океан, кругом вода... но где-то есть остров, точно есть».
С середины 2010-х годов «За тех, кто в море» исполняют на концертах Александр Кутиков и группа «Нюанс». В песне была предварительно изменена гармония. По мнению самого Кутикова, это изменение привело к тому, что композиция стала «интереснее и более современно» звучать.